# Guglielmo Costantini
Guglielmo Costantini, detto Nini (Padova, 7 novembre 1934 – Rovigo, 5 luglio 2016), è stato un calciatore e allenatore di calcio italiano, di ruolo difensore.

## Carriera
Dopo i primi calci tirati nei campetti degli oratori patavini, passa giovanissimo al Clodia per approdare successivamente alla ben più quotata SPAL nel 1954. Difensore elegante, diventa un autentico jolly ricoprendo vari ruoli in difesa e centrocampo.

Costantini al Napoli nel 1958, in marcatura sullo juventino Nicolè.

L'esordio in Serie A di Costantini avviene il 30 gennaio 1955 contro la Roma e Paolo Mazza, l'eclettico presidente della SPAL, si convince che il ventenne Costantini si rivelerà uno degli affari più interessanti della sua carriera. Prima lo promuove definitivamente titolare in luogo del ferrarese Bortolotti e se l'anno successivo, complici alcuni infortuni, le presenze di Costantini in maglia biancoazzurra si diraderanno, nel 1956 tornerà a giocare con più regolarità per poi giocare nel corso del campionato 1957-1958 la sua stagione migliore coronata con 30 presenze in Serie A su 34 partite.
A quel punto Mazza si convince che Costantini, che a Ferrara è già entrato nel cuore dei tifosi, deve essere ceduto in cambio di una discreta somma di denaro. L'acquirente è Achille Lauro che lo porta a Napoli dove negli anni si è formata una colonia di ex spallini composta da Bugatti, Morin, Novelli e Di Giacomo. A Costantini, che rimarrà al Napoli per quattro stagioni, l'esperienza partenopea non gioverà come agli altri ex compagni della SPAL e non riuscirà, anche per la responsabilità del riacutizzarsi di vecchi malanni, mai veramente ad inserirsi e chiuderà, nel 1962, anzitempo con il calcio professionistico con il Pisa, al quale la compagine partenopea lo cedette nel mercato invernale
Dopo quella stagione ebbe una breve esperienza in Canada, giocando nella locale massima serie con il Toronto Italia. Costantini ha giocato 83 partite in Serie A. Tenterà in seguito anche la carriera di allenatore sedendo su alcune panchine di squadre minori venete, tra le quali anche il Rovigo.
Muore a Rovigo il 5 luglio 2016 all'età di 81 anni dopo una lunga degenza presso la Casa di Cura città di Rovigo dove era ricoverato dal novembre 2015.